# Battaglie delle Melette
Le battaglie delle Melette furono due distinte battaglie che si combatterono durante la prima guerra mondiale tra l'esercito italiano e quello austroungarico per la conquista delle Melette, gruppo montuoso sull'altopiano dei Sette Comuni, in provincia di Vicenza. La prima battaglia si sviluppò durante la Südtiroloffensive mentre la seconda ebbe luogo dopo la Battaglia di Caporetto a seguito dell'abbandono del settore nordest dell'altopiano vicentino da parte delle truppe del regio esercito che ripiegarono proprio sulle Melette.
Alcuni episodi sono narrati nel libro di Emilio Lussu Un anno sull'Altipiano (sulle Melette era infatti dislocata la Brigata Sassari) oltre che nel libro di Paolo Monelli Le scarpe al sole.

## Le battaglie
La zona è stata al centro di due battaglie cosiddette di "arresto": la prima nel giugno 1916 e la seconda nel novembre-dicembre 1917.
A pianificare diversi piani offensivi da parte austroungarica fu il Maresciallo Conrad von Hötzendorf, che attaccò le Melette prima in qualità di Capo di Stato Maggiore dell'Esercito austro-ungarico, durante la Südtiroloffensive del 1916, e poi in veste di Comandante del Gruppo d'Esercito del Tirolo, nella seconda battaglia d'arresto del 1917.
Durante queste battaglie una forte importanza strategica l'assunse il Monte Fior che venne definito la chiave degli Altipiani.

### La prima battaglia (1916)
La prima battaglia, avvenuta durante l'Offensiva di Primavera e terminata con la conquista del monte Fior da parte delle truppe imperiali, si risolse con lo spontaneo abbandono delle Melette da parte delle stesse truppe, per attestarsi sulla Winterstellung a seguito dell'offensiva Brusilov.
(Alfredo Graziani, tenente 151° brigata Sassari)
Il primo assalto alle Melette si scatenò il 5 giugno ma i soldati imperiali vennero ostacolati dalla forte resistenza italiana (coi soldati del regio esercito accorsi dal fronte isontino a difendere il settore), ma anche dal fuoco amico (tiri corti dell'artiglieria austroungarica). Il giorno successivo una fitta nebbia che avvolgeva le alture permetterà la riorganizzazione dei reparti attaccanti che il 7 giugno, ancora con le cime nascoste da nubi basse, punteranno con un nuovo attacco verso monte Castelgomberto e Monte Fior. Verso sera il vento libererà le Melette dalla nebbia e l'artiglieria austroungarica poté quindi entrare in azione per coadiuvare la propria fanteria: 74 bocche da fuoco portate in loco non senza qualche difficoltà, rovesciarono un uragano di fuoco sulle linee italiane, tuttavia anche l'artiglieria italiana rispose al fuoco, investendo la fanteria nemica. Mentre i soldati del 27º reggimento di Graz cercavano di aggirare le posizioni del Castelgomberto, i reparti bosniaci del 2º reggimento attaccavano Monte Fior. Diversi tentativi si infransero contro le difese italiane, a loro volta bersagliate dal fuoco dei cannoni avversari.

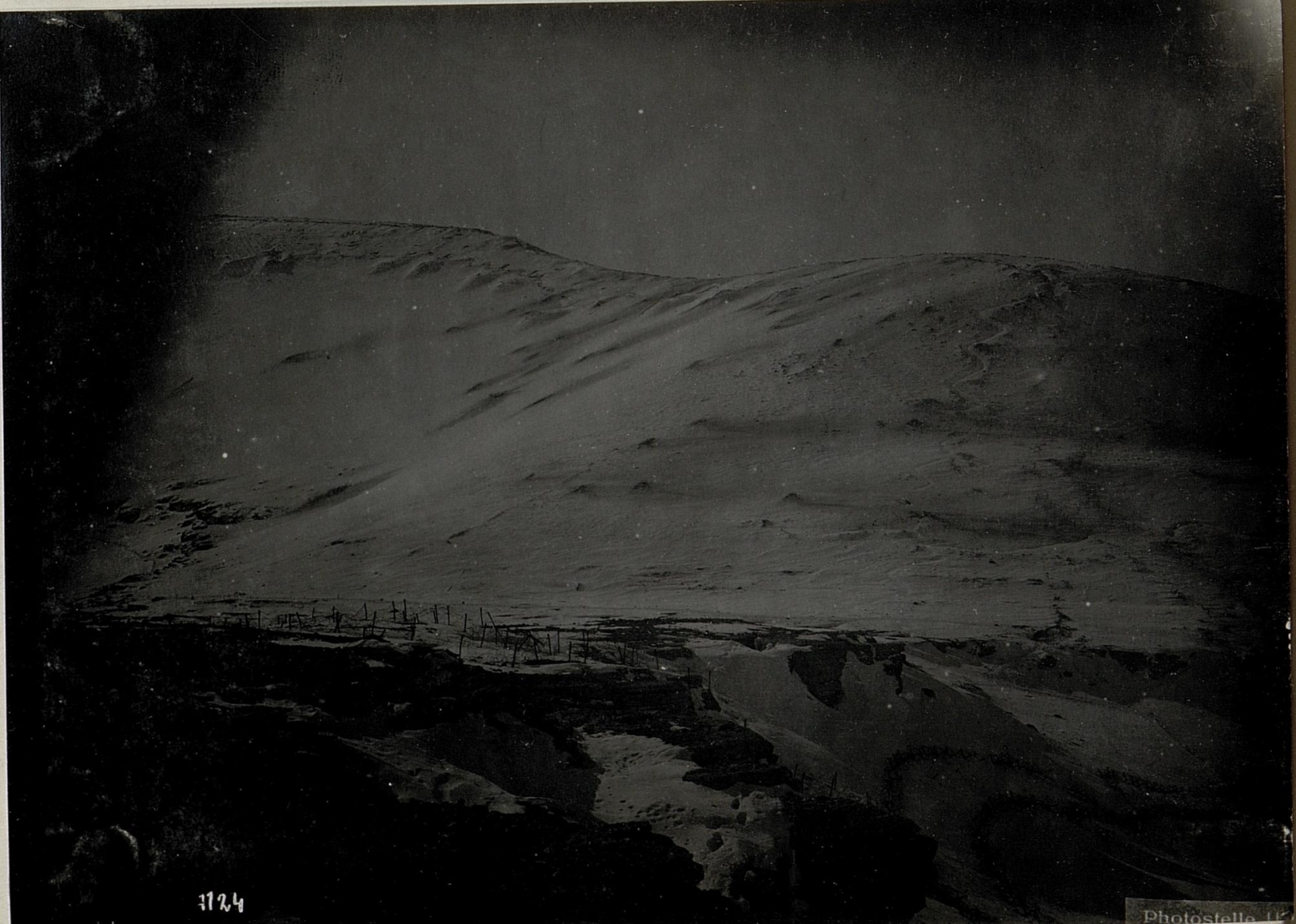
Monte Castelgomberto. Esplosioni di granate sul Monte Fior

A sera inoltrata, sul Castelgomberto gli austriaci erano bloccati dalla resistenza di reparti alpini e di fanteria, mentre sul Fior i bosniaci avanzavano ma a prezzo di elevatissime perdite: qui si accenderà una furibonda lotta tra gli stessi bosniaci ed alpini coadiuvati dai fanti della Sassari. Ormai era calato il buio quando sotto un violento temporale le difese italiane stavano per avere la meglio: a quel punto il tenente colonnello Duic in persona decise di lanciarsi nelle trincee, questo episodio rianimò i soldati bosniaci che con la forza della disperazione conquistarono Monte Fior. Il campo di battaglia era coperto di cadaveri quando verso le 21:00 con il Fior in mano nemica si stava ormai per spegnere la battaglia: a questo punto reparti italiani ripartirono all'assalto ed i combattimenti si protrassero sino al giorno successivo, quando Fior e Castelgomberto caddero definitivamente in mano avversaria. Successivamente ogni ulteriore operazione venne sospesa e gli austroungarici si ritirarono su linee di difesa più arretrate a causa della necessaria partenza della terza armata verso il fronte orientale. 
Le perdite totali, considerando che la battaglia durò solo pochissimi giorni, furono elevate: in totale 3583 soldati.

### La seconda battaglia (1917)
(tenente colonnello Tassilo Cordier von Löwenhaupt, 1º reggimento Kaiserjaeger)
La ritirata dell'esercito italiano a seguito della Battaglia di Caporetto, nella 12ª battaglia dell'Isonzo, costrinse le truppe italiane a ritirarsi dal fronte dell'Isonzo, dalle zone della Carnia e del Cadore e tale decisione interessò anche l'area dell'altopiano di Asiago. Nonostante il fronte tridentino non fosse stato attaccato, i comandi della Prima Armata decisero infatti di abbandonare il settore nordorientale dei Sette Comuni per spostare il fronte di qualche chilometro più a sud: la nuova linea si attestò così lungo il massiccio delle Melette per unirsi con le linee del massiccio del Grappa.
Agli inizi di novembre 1917 il generale Conrad, che aveva sempre sostenuto la necessità di attaccare l'altopiano per dirigersi verso la pianura veneta, chiese di poter ottenere rinforzi per organizzare un attacco simultaneo a quelli previsti sul Piave e sul Monte Grappa.  Dopo aver ricevuto il permesso (ma non i rinforzi richiesti), l'ex capo di stato maggiore austroungarico lanciò l'offensiva contro il massiccio delle Melette. L'obiettivo era scendere a Bassano del Grappa puntando verso i monti Montagna Nuova - Bertiaga e quindi Conco.
Gli attacchi iniziarono risolutamente e con veemenza l'11 novembre, ma i reparti italiani riuscirono a bloccare ogni tentativo d'attacco che costò agli imperiali enormi sacrifici. Il 23 novembre l'alto comando austroungarico, a sostegno dell'indecisione dell'imperatore Carlo I (presente sull'altopiano il giorno prima per assistere alle battaglie) ordinò la sospensione di ogni ulteriore attacco.

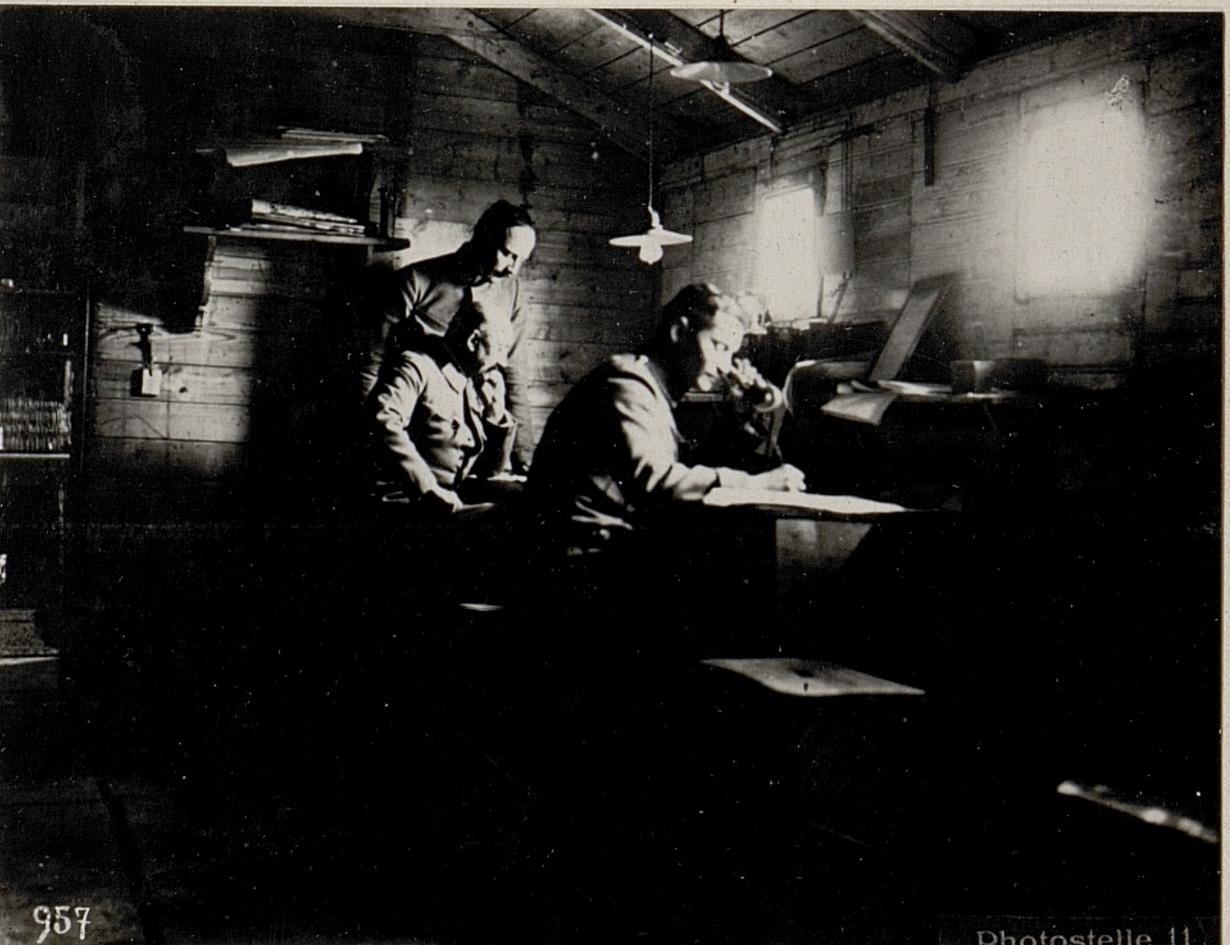
Il generale von Vidale comandante delle truppe d'attacco alle Melette

Dopo ripetute e pressanti richieste, a Conrad venne data l'opportunità di riprendere gli attacchi, che ripresero furiosi il 3 dicembre, utilizzando gas lacrimogeni ed yprite. Questa volta il violentissimo attacco ebbe ragione dei difensori e subito caddero in mano nemica Monte Miela e Monte Fior, il 5 dicembre tutte le Melette di Foza e di Gallio erano in mano austroungarica. La nuova linea di difesa italiana arretrò quindi verso il settore Val Frenzela - monte Sisemol - monte Valbella - Col del Rosso - Col d'Echele.
Dopo una breve pausa, le battaglie ripresero sotto il periodo natalizio, anche per il clima molto più favorevole rispetto agli inverni precedenti (erano caduti soltanto 20 centimetri di neve contro i vari metri di coltre bianca dell'inverno 1916-1917). L'esercito asburgico attaccò i Tre Monti a partire dal 23 dicembre ed il giorno di Natale riuscì a portarsi sulla cima dei monti, ma qui le battaglie successive si infransero contro la risoluta resistenza italiana durante le Battaglie dei Tre Monti.

### Reparti
I reparti impiegati nella prima battaglia sulle Melette furono, dal lato austriaco, l'11ª Brigata Imperiale (composta da truppe stiriane, precisamente di Graz), e dai bosniaci del Tenente Colonnello Stephan Duic, conosciuti per la loro particolare ferocia; dal lato italiano Battaglioni Alpini e la Brigata Sassari.
Nella seconda battaglia presero parte invece molti altri reparti, tra cui diversi battaglioni alpini.

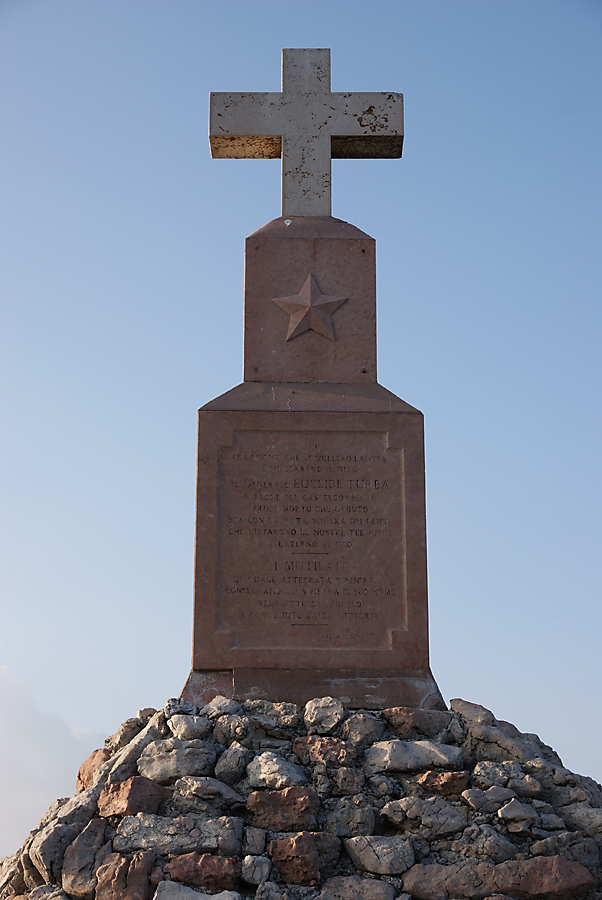
Monumento al generale E. Turba sulla cima del monte Castelgomberto, Melette

A ricordo di tali fatti, i reparti eredi dell'imperial-regio esercito austriaco, il 7 giugno di ogni anno celebrano nel capoluogo stiriano, Graz, il Meletta-Gedenkfeier, la festa del Ricordo di Monte Meletta (nella cartografia austriaca corrispondente a Monte Fior).

Il 5º Reggimento alpini|Battaglione alpini "Morbegno", nel ricordo del fatto d'arme, celebra anch'esso il 7 giugno la Festa di Corpo, mentre la 1^ Medaglia d'Oro al V.M. concessa alle Bandiere del 151° e 152º Fanteria Sassari reca incise le località di Monte Fior e Monte Castelgomberto.

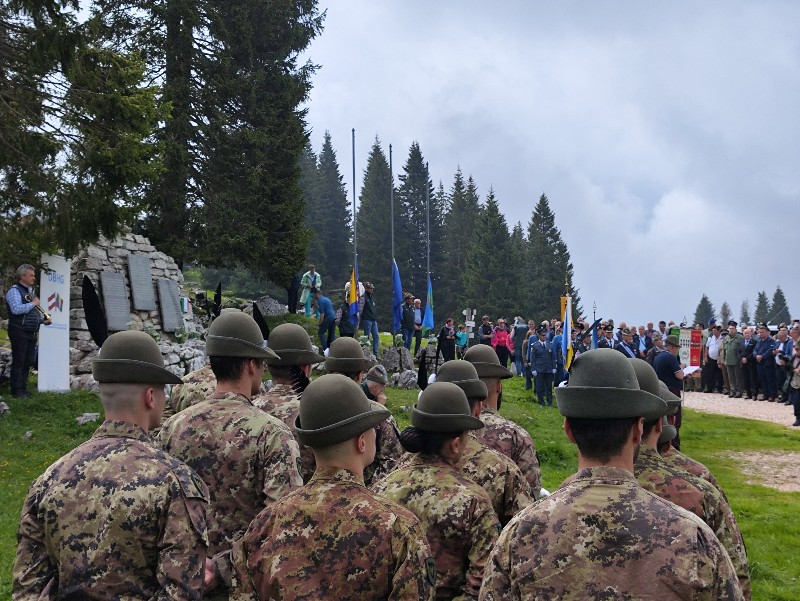
Commemorazione presso il monumento di malga Slapeur - giugno 2024

Presso Malga Slapeur sorge il monumento ai caduti del 2º Reggimento Bosno-Erzegovese che combatté sulla zona. Poco vicino si trova un ex cimitero di guerra bosno-erzegoveze: in previsione delle forti perdite di uomini, questo cimitero venne preparato prima dell'attacco sferrato alle truppe italiane, posizionate sul Fior, il 7 giugno 1916 e venne denominato “Für Freund und Feind”, ovvero “per amico e nemico”. Al termine della battaglia le fosse comuni contenevano 208 caduti. Attualmente il cimitero è preso in cura dall'associazione “amici della storia di Foza” che lavora in accordo con la Croce Nera d'Austria. Il cimitero è situato a ridosso della prima linea austroungarica del 1916 e alla sovrastante prima linea italiana dove sorgono anche i cippi intitolati al generale Euclide Turba e a Guido Brunner, sottotenente del 152º Reggimento della Brigata Sassari, entrambi medaglia d'oro al valore militare.

#### Medaglie d'oro al valor militare (soldati italiani)
- Guido Brunner, sottotenente del 152º Reggimento fanteria "Sassari", medaglia d'oro al valor militare, morto sul monte Fior il 08/06/1916
- Guido Maifreni, tenente del 12º Reggimento bersaglieri, medaglia d'oro al valor militare, morto sulle Melette il 04/12/1917
- Raffaele Stasi, tenente del 130º Reggimento fanteria "Perugia", medaglia d'oro al valor militare, morto sulle Melette il 22/11/1917
- Euclide Turba, generale Guardia di Finanza, Comandante del 130º Reggimento "Perugia", medaglia d'oro al valor militare, morto sulle Melette il 23/11/1917
- Giovanni Bertacchi, tenente del 157º Reggimento della brigata "Liguria", medaglia d'oro al valor militare, morto ai Sambugari dopo la battaglia sul monte Zomo
- Giuseppe Bertolotti, capitano, Comandante della 44ª batteria someggiata, medaglia d'oro al valor militare, morto prigioniero dopo le battaglie sul monte Badenecche
- Giuseppe Mancini, tenente, Comandante della 6ª compagnia del XXIII battaglione del 12º Reggimento bersaglieri, medaglia d'oro al valor militare, morto sul monte Miela il 04-05/12/1917
- Giacomo Pallotti, sottotenente, Comandante del 6º Reggimento bersaglieri, medaglia d'oro al valor militare, morto sul monte Badenecche il 04/12/1917
- Francesco Rossi, sergente 6º Reggimento bersaglieri, medaglia d'oro al valor militare, morto sul monte Tondarecar il 04/12/1917
- Antonino Sabato, attendente del 224º reggimento della brigata "Etna", medaglia d'oro al valor militare, morto sul monte Zomo il 02/06/1916
- alla bandiera della Brigata Sassari

#### Medaglie d’argento al valore militare (soldati italiani)
Lista incompleta
- Giuseppe Bricola, (San Giorgio di Piano 8 Maggio 1892 - Monte Fior 7 giugno 1916) tenete Battaglione Morbegno

- Basilio Garbin, (San Bonifacio, 3 gennaio 1887 – San Bonifacio, 6 aprile 1963) aspirante ufficiale del 12º Reggimento bersaglieri, medaglia d’argento al valore militare, cadde ferito gravemente sul Monte Tondarecar il 4 dicembre 1917